# (500058) 2011 UA167
(500058) 2011 UA167 es un asteroide perteneciente al cinturón exterior de asteroides, descubierto el 13 de febrero de 2008 por el equipo del Spacewatch desde el Observatorio Nacional de Kitt Peak, Arizona, Estados Unidos.

## Designación y nombre
Designado provisionalmente como 2011 UA167.

## Características orbitales
2011 UA167 está situado a una distancia media del Sol de 3,221 ua, pudiendo alejarse hasta 3,297 ua y acercarse hasta 3,144 ua. Su excentricidad es 0,023 y la inclinación orbital 6,611 grados. Emplea 2111,49 días en completar una órbita alrededor del Sol.
Los próximos acercamientos a la órbita de Júpiter se producirán el 26 de noviembre de 2034, el 14 de febrero de 2046 y el 11 de mayo de 2057, entre otros.

## Características físicas
La magnitud absoluta de 2011 UA167 es 16,1.